# Philostrate le Jeune
Pour les articles homonymes, voir Philostrate.
Philostrate le Jeune est un écrivain grec de l'époque romaine (seconde moitié du IIIe siècle).
Il était le petit-fils par sa mère de Philostrate de Lemnos (né lui-même vers 190). Comme il le dit dans sa préface, il a imité le recueil des Tableaux (Εἰκόνες) de son grand-père, en ajoutant dix-sept descriptions de tableaux (réels ou fictifs, car il s'agit en fait de développements rhétoriques). Le 17e texte est incomplet. C'est la seule œuvre qu'on conserve de lui. Elle est en général éditée à la suite des 64 Tableaux de son grand-père, et aussi avec les treize descriptions de statues de « Callistrate », un auteur dont on ne sait rien.

## Éditions et traductions
- Sur les héros (L'Héroïque)  (texte établi et traduit par Simone Follet; éd. bilingue grec-français), Paris, Les Belles Lettres, 2017, CCIV + 490 (ISBN 978-2-251-00617-8)
- (en + grc) Elder Philostratus, Younger Philostratus, Callistratus, trad. Arthur Fairbanks, Harvard University Press, coll. « Arthur Loeb Classical Library », 1931, 480 p.  (ISBN 978-0-674-99282-5) [lire en ligne (page consultée le 17 mars 2022)] / [lire en ligne (page consultée le 17 mars 2022)]
- La suite de Philostrate : Les Images, ou Tableaux de platte [sic] peinture du jeune Philostrate. - La Description de Callistrate, de quelques statues antiques tant de marbre comme de bronze. - Les Héroiques [sic] de Philostrate , trad. Blaise de Vigenère, Paris, Langellier, 1602. sur Gallica — Les Héroïques p. 168
- Quelques Tableaux de Philostrate le jeune sur remacle.org [lire en ligne (page consultée le 17 mars 2022)]